# Friedenskirche (Kötschach)

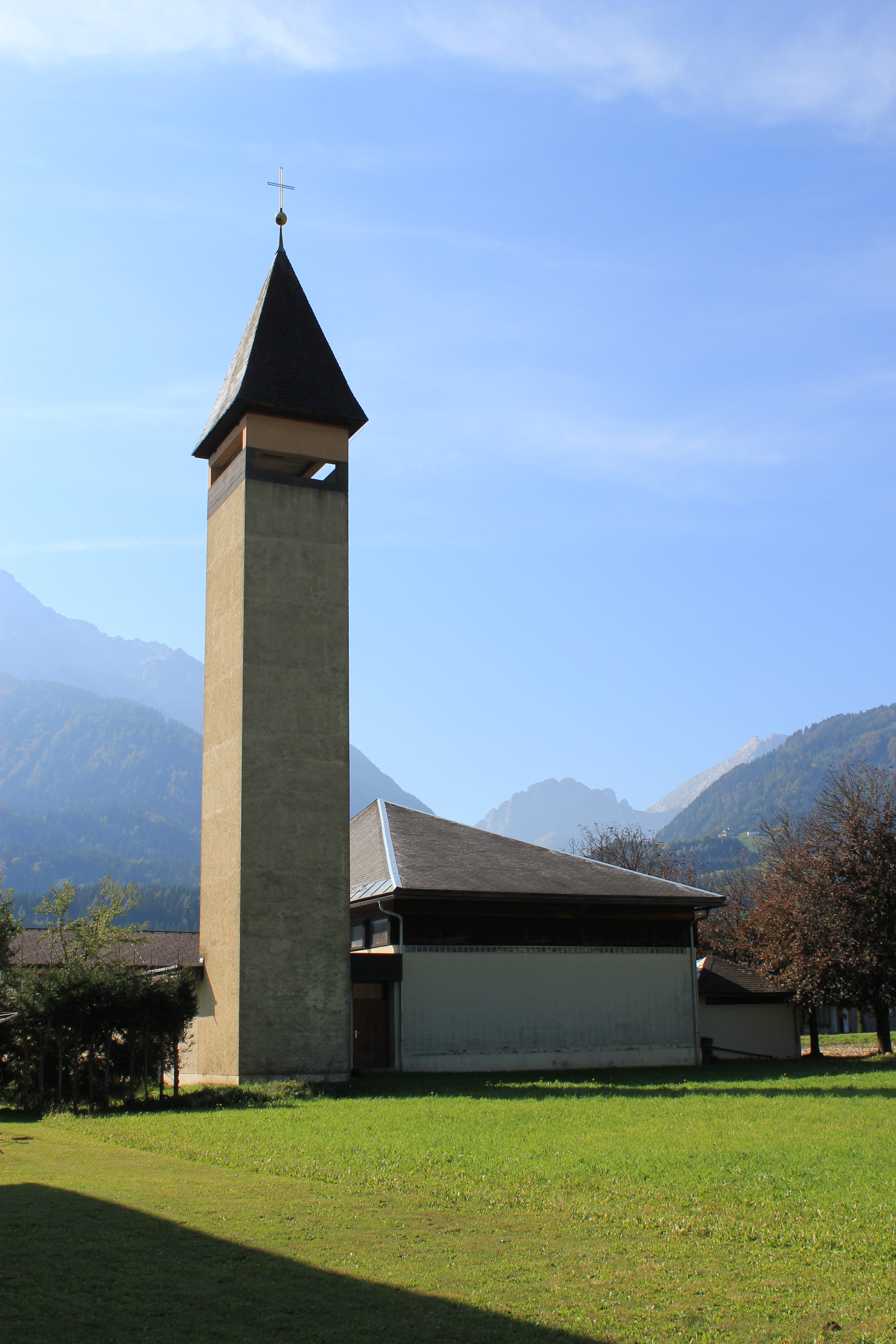
Kötschach-Mauthen, Friedenskirche

Die Friedenskirche ist ein evangelisch-lutherisches Kirchengebäude von Kötschach-Mauthen im Bezirk Hermagor in Kärnten. Sie gehört der Evangelischen Superintendentur A. B. Kärnten und Osttirol an.
Die evangelische Friedenskirche entstand 1963 als Predigtstation der Evangelischen Kirche Treßdorf nach Entwurf des Wiener Architekten Roland Rainer. Das mit Gemeindebauten verbundene Kirchenbauwerk ist eine Saalkirche über quadratischem Grundriss mit asymmetrischem Zeltdach und seitlich gestelltem Glockenturm mit Pyramidendach. Das in landschaftsbeherrschender Lage errichtete Bauwerk kennzeichnet eine bewusste Reduktion auf kubisch angelegte Baukörper, deren Öffnungen sich auf das Fensterband unterhalb des Kirchendachs und die gegeneinander versetzten Schallöffnungen des Turmbaus beschränken.